# Tršić (Zvornik)
Pour l’article homonyme, voir Tršić.
Tršić (en serbe cyrillique : Тршић) est un village de Bosnie-Herzégovine. Il est situé dans la municipalité de Zvornik et dans la république serbe de Bosnie. Selon les premiers résultats du recensement bosnien de 2013, il compte 1 944 habitants.

## Démographie

### Évolution historique de la population dans la localité
| 1948 | 1953 | 1961  | 1971  | 1981  | 1991  | 2013  |
| ---- | ---- | ----- | ----- | ----- | ----- | ----- |
| -    | -    | 1 629 | 1 700 | 1 990 | 2 097 | 1 944 |

|  |